# Frank Medrano
Pour les articles homonymes, voir Medrano.
Frank Medrano est un acteur américain, né le 20 mai 1958 à Manhattan, New York (États-Unis).

## Filmographie

### Cinéma
- 1993 : High Kicks (vidéo) : Steve
- 1993 : The Waiter : Student Waiter
- 1993 : Amongst Friends : Vic
- 1993 : The Making of '...And God Spoke' : Teamster
- 1994 : Les Évadés (The Shawshank Redemption) : Fat Ass
- 1995 : Cover Me : Eddie Agajan
- 1995 : Usual Suspects (The Usual Suspects) : Rizzi
- 1995 : Chameleon : Larry Giancarlo
- 1995 : Above Suspicion : Jorge de La Paz
- 1995 : Fair Game : Graybera
- 1996 : The Destiny of Marty Fine : Yevgeny
- 1996 : Le Fan (The Fan) : Leon, the Bartender
- 1996 : Bogus : Man in Plane
- 1996 : Sleepers : Fat Mancho
- 1997 : La Fête des pères (Fathers' Day) : Mechanic
- 1997 : Suicide Kings : Heckle
- 1998 : Shock Television : Frank
- 1998 : Un tueur pour cible (The Replacement Killers) : Rawlins
- 1998 : Le Témoin du Mal (Fallen) : Charles' Killer
- 1998 : Une fiancée pour deux (Kissing a Fool) : Cliff Randal
- 1998 : Telling You : Sal Lombardo
- 1998 : Ennemi d'État (Enemy of the State) : Bartender
- 1999 : The Boss
- 1999 : Flic de haut vol (Blue Streak) : Frank
- 2000 : Les Traces de l'ange (Michael Angel) de William Gove : Father Neil
- 2000 : Coyote Girls (Coyote Ugly) : Walt
- 2000 : The Specials : Orestes
- 2001 : Gabriela : Manny
- 2003 : Les Maîtres du jeu (Shade) : Sal
- 2003 : Pasaporte rojo : El Cojo

### Télévision
- 1994 : The Investigator (TV)
- 1996 : Peacock Blues (TV)
- 1996 : On Seventh Avenue de Jeff Bleckner (téléfilm) :
- 1998 : Winchell (TV) : Melvin Diamond
- 2002 : New York, section criminelle (saison 1, épisode 18) : Pete Kokiko
- 2002 : New York, unité spéciale (saison 4, épisode 7) : Jake
- 2011 : Torchwood : Le Jour du Miracle (TV) : Mr. Giardano